# Опыт закона о народонаселении
Опыт закона о народонаселении в связи с будущим совершенствованием общества; с комментариями теорий У. Годвина, Ж. Кондорсе и других авторов (англ. An Essay on the Principle of Population, as It Affects the Future Improvement of Society, with Remarks on the Speculations of Mr. Godwin, M. Condorcet, and Other Writers, 1798) — произведение английского экономиста Т. Мальтуса.

## Идеи
«Опыт» Т. Мальтуса являлся непосредственным ответом на книги английского писателя У. Годвина «Рассуждение о политической справедливости» (т. 1-2, 1793), где причиной бедности называется неравномерное распределение доходов и недостатки общественных учреждений, и Ж. Кондорсе «Эскиз исторической картины прогресса человеческого разума» (1794), в которых рост населения оценивается как положительный фактор.
Английский экономист отмечает, что если рост населения не задерживается какими-либо причинами, то население будет удваиваться каждые четверть века, и, следовательно, возрастать в геометрической прогрессии. В силу ограниченности ресурсов это неизбежно приведёт к бедности, голоду и социальным потрясениям. Данный эффект был позже назван «мальтузианской ловушкой».
Основной целью своего эссе сам Мальтус считал обоснование необходимости класса собственников (землевладельцев) и рабочего класса. О своем отношении к социальному неравенству он высказался уклончиво. Он считал, что в любом цивилизованном обществе должен быть класс собственников и рабочий класс. В то же время он полагал нецелесообразным вмешательство государства в распределение доходов между богатыми и бедными, так как господствующий класс очень незначительный, в сравнении с огромной массой бедняков, и попытки перераспределения богатств господствующего класса в пользу бедных не решат проблему бедности, из-за слишком большой численности бедняков. Единственный способ, которым рабочий класс может заработать себе на жизнь, — это продажа своего физического труда, причём рост числа (избыточное размножение) рабочего класса обесценивает этот труд. Класс собственников является основным потребителем избытков продуктов труда рабочего класса, тогда как возможный предел потребления рабочего класса — это только прожиточный минимум. Увеличение доходов бедных, по мнению Мальтуса, носит лишь временный характер, так как подстегнёт размножение низших классов, усилив «борьбу за существование», увеличение населения в итоге приведёт к обратному падению доходов и сокращению численности населения в результате голода и беспорядков.
В своей книге учёный впервые использовал категорию «борьба за существование», которая затем была использована биологом Ч. Дарвином в его «Происхождении видов», а ныне является одной из основных категорий теории эволюционной экономики.

## Переиздания
При жизни автора книга переиздавалась ещё 5 раз: в 1803, 1806, 1807, 1817 и 1826 гг. Последнее, шестое издание именовалось: «Опыт закона о народонаселении: взгляд на прошлое и будущее человеческого счастья, с вопросом о наших перспективах относительно удаления или смягчения зла, приносимого в этих случаях» (An Essay on the Principle of Population: A View of its Past and Present Effects on Human Happiness; with an Inquiry into Our Prospects Respecting the Future Removal or Mitigation of the Evils which It Occasions).

## Структура
Первое издание книги содержало Предисловие и 19 глав. 
Последнее прижизненное издание включало Предисловие, 4 книги (55 глав): 1. О препятствиях к увеличению населения в наименее развитых странах и в прежние времена (14 глав); 2. О препятствиях к увеличению населения в различных странах современной Европы (13); 3. О различных системах, предложенных или принятых обществом против действий, порождаемых законом народонаселения (14); 4. О наших будущих перспективах относительно удаления или смягчения зла, возникающего из принципа народонаселения (14); а также 3 приложения.

## Переводы
Трактат Т. Мальтуса был опубликован на русском языке в 1868 г. в 2-х тт. (Петербург, издание К. Т. Солдатенкова); в 1908 г. вышел сокращённый перевод книги (Москва, издание М. Н. Прокоповича). Отрывки произведения вошли в сборник «Антология экономической классики». М.: Эконов, 1993. Т.2. с.5 - 136.

## Критика
Карл Маркс называл ранние варианты этой работы, как «ученически-поверхностный и поповски-напыщенный плагиат из Дефо, сэра Джемса Стюарта, Таунсенда, Франклина, Уоллеса и т. д., не содержащий ни одного самостоятельного положения». В ответ на идеи Мальтуса о необходимости сокращения численности населения, для улучшения его благосостояния, Маркс приводит пример голода в Ирландии (1840-е годы), когда английские лендлорды, из-за падения цен на хлеб после отмены «Хлебных законов», согнали со своих земель 2 млн. ирландских крестьян-арендаторов, повысив им арендную плату, а освободившиеся земли отдали под пастбища. Около 1 млн. ирландцев бежали в города и умерли от голода, еще 1 млн. эмигрировали в Америку, население Ирландии с 1841 по 1901 годы сократилось с 8 до 4 млн. человек, но это не привело к улучшению условий жизни оставшихся ирландских крестьян. Как писал Ф. Энгельс, как только Англии понадобилось мясо, вместо ирландской пшеницы, 5 миллионов ирландцев оказались «лишними».